# Liberty in North Korea
Libertad en Corea del Norte (en inglés Liberty in North Korea o LiNK) es una organización no gubernamental localizada en Torrance, California, Estados Unidos y Seúl, Corea del Sur. La organización se encarga de rescatar a refugiados norcoreanos que están escondidos en China, para trasladarlos a Corea del Sur o a Estados Unidos, y de esta manera evitar que sean repatriados a Corea del Norte, ya que si regresan podrían sufrir severos castigos por migrar ilegalmente. Los refugiados primero viajan de China al Sureste de Asia a través de lo que la organización denomina "ferrocarril subterráneo", donde ellos pueden ser procesados y viajar a Corea del Sur (u ocasionalmente a Estados Unidos) donde son reconocidos como refugiados. A partir de ahí, Libertad en Corea del Norte ayuda a los refugiados a través de programas de restablecimiento. Cada rescate cuesta aproximadamente $3,000 dólares americanos, e incluye $500 dólares para programas de restablecimiento. Para mayo del año 2016, LiNK había trasladado a 505 refugiados a través de Estados Unidos y Corea del Sur.
Libertad en Corea del Norte también busca crear conciencia sobre los problemas referentes a los derechos humanos en Corea del Norte a través de medios de comunicación, investigaciones y viajes semi anuales. La organización ha producido una gran cantidad de documentales, incluyendo Danny de Corea del Norte (Danny from North Korea) y Puente a Corea del Norte (Bridge to North Korea) en 2013 y La crisis de la gente (The People's Crisis) y la campaña de video SHIFT en 2012.
La organización tiene un departamento de Investigación y Estrategia, liderado por Sokeel Park y se encuentra en Seúl, que hace una conexión e investiga los problemas en Corea del Norte, haciendo énfasis en los problemas relacionados con derechos humanos. Ya que otras organizaciones no gubernamentales y gobiernos, hacen énfasis en el desmantelamiento de programas de armas nucleares de Corea del Norte, así como de otros problemas de seguridad nacional y para Libertad en Corea del Norte también es importante el tema de derechos humanos.
Los viajes consisten en cinco camionetas cada una con tres o cuatro "nómadas", o representantes de viajes que son voluntarios, que realizan presentaciones en secundarias, preparatorias, universidad, iglesias y demás lugares. Muchos de esos viajes son acompañados por campañas, las cuales tienen un tema que los "Nómadas" y la organización hacen énfasis. La campaña más reciente fue Jangmadang, nombrada así por la palabra coreana que significa "mercado" y es usada por los norcoreanos para referirse al mercado negro que ha ido aumentando en el país desde el colapso del sistema de distribución de comida a finales de 1990.
Las misiones de rescate son patrocinadas a través de donaciones y equipos de rescate. Los equipos de rescate, son grupos que están en universidades, preparatorias y otros lugares que se encargan de juntar fondos para los rescates de los refugiados, mediante la realización de ventas de pasteles, conciertos y otras actividades. En julio de 2015, había 347 miembros en el equipo de rescate que recaudaron un total de $396,045 dólares, lo suficiente para rescatar a 151 refugiados.

## Historia

### Primeros años
Originalmente conocido como Liberación en Corea del Norte, Libertad en Corea del Norte fue fundada en la Universidad de Yale el 27 de marzo de 2004, siendo el último día de la decimoctava conferencia anual de los Estudiantes Coreano-Americanos (en inglés Korean American Students Conference o KASCON). Adrian Hong, estudiante de Yale, junto con el comediante Paul Kim, dos de los líderes de la conferencia, realizaron un par de seminarios y paneles que se enfocarían en Corea del Norte, incluyendo una plática con un desertor de Corea del Norte y la muestra de videos del escape. Cerca de 800 estudiantes coreanos-americanos se presentaron, incluyendo 50 presentadores, expertos y otras figuras.
El nombre de LiNK se esparció rápidamente gracias a los esfuerzos de una amplia conexión de líderes estudiantiles coreanos-americanos, quienes registraron 40 interesados en un mes después de la conferencia. Los voluntarios trabajaron en la escenificación de protestas, peticiones y campañas públicas para crear conciencia. En diciembre de 2005, LiNK mandó dos equipos de voluntarios a la frontera de China y Corea del Norte, donde aprendieron que muchos de los huérfanos en Corea del Norte vivían en las calles y eran vulnerables a traficantes de personas. Además, de que los refugiados norcoreanos en China eran considerados como migrantes económicos por su gobierno, por lo tanto no podían recibir protección gubernamental. Antes de retirarse, el grupo preparó sus primeros dos refugios que se convertirían en el Proyecto: Save Haven.
Como resultado de esos viajes, la misión de LiNK se expandió hasta incluir un campo más amplio de proyectos, así como un nivel alto de activismo y crecimiento. Para marzo del 2007, LiNK tenía 100 secciones en los Estados Unidos, Canadá, Europa, Japón y Corea del Sur.
En 2007, LiNK hizo cambios de estrategia y liderazgo. En marzo de 2007, LiNK alternó su estrategia inicial y cambió a un modelo de membresía, el cual acabaría con todas las secciones para el final de ese año. En verano de 2008, el director Ejecutivo de LinK, Adrian Hong, renunció dejando a cargo a Hannah Song. Song comenzó a hablar con Justin Wheeler, miembro de la Organización The Option (La Opción), otra organización enfocada en ayudar a refugiados norcoreanos, y en el otoño de 2008 los dos grupos se fusionaron y le dieron el nombre de Libertad en Corea del Norte (LiNK).

### Cambio a Los Ángeles
A comienzos del 2009, LiNK se mudó de Washington, D.C, a Los Ángeles para poder expandir sus contactos y apoyo. La organización también cambió su estrategia de activismo para a atraer la atención de la gente de Corea del Norte, en lugar de utilizar las estrategias políticas que ya estaban siendo utilizadas. A principios de la primavera del 2009 la organización mandó a grupos de internos llamados "nómadas", estos atravesarían el país dos veces al año para dar presentaciones en escuelas, universidades, iglesias y otros lugares, acerca de la crisis humanitaria de derechos humanos de Corea del Norte. Para otoño de 2014 LiNK había conducido 13 viajes los cuales ocurrían dos veces al año en términos de semestre.

## Asistencia a refugiados
Los refugiados norcoreanos en China se encuentran en condiciones vulnerables para ser explotados y castigados en China, ya que en caso de ser descubiertos pueden llegar a ser repatriados. Si son repatriados, los norcoreanos enfrentan fuertes represalias ya sea mediante interrogatorios, campos de prisioneros e incluso ejecución.
Como resultado, LiNK trabaja para rescatar refugiados norcoreanos que se encuentran escondidos en China y los ayuda a escapar a través del Sureste de Asia. La organización utiliza un modelo de "pasaje gratis", para rescatarlos sin ninguna condición y sin ningún costo, y trabaja para asegurarse que ellos estén protegidos durante todo su viaje a través del Sureste asiático.
Para mayo de 2016, LiNK ha ayudado a acomodar a 505 refugiados a través de Estados Unidos y Corea del Sur.
El costo de cada rescate es de $3,000 dólares. Dicha cantidad es administrada para pagar el rescate, que son cerca de $1,350 dólares, el costo incluye multas, honorarios y personal que ayuda a coordinar el rescate. $250 dólares son para cubrir sus necesidades básicas, como comida, ropa y zapatos. $500 dólares están reservados para costos de transportación durante el viaje, que es más o menos de 3000 millas. El refugio durante el viaje tiene un costo de $100 dólares, y otros $300 están guardados por si surge alguna emergencia. Finalmente, $500 dólares son para apoyar el acomodo cuando los refugiados llegan a su destino.
A través del Programa de Reacomodo, nuevos refugiados pueden ser provistos de servicios de hospedaje que los ayudan a ajustarse a sus nuevas vidas. Esto incluye desarrollo personal, desarrollo asistencial y servicios financieros.

## Haciendo conciencia
LiNK trabaja para mover la atención de Corea del Norte, de la política hacia los habitantes de Corea del Norte, a través de una combinación de medios de comunicación, viajes y campañas. Ellos son apoyados por el Equipo de Rescate.

### Equipos de rescate
Formalmente conocidos como "chapters" (en inglés), los Equipos de Rescate son grupos formados en las universidades, preparatorias, colegios, escuelas y otros lugares que se encargan de juntar fondos para rescatar a los refugiados a través de ventas de pasteles, conciertos y otro tipo de actividades. Para septiembre de 2015, había 331 Equipos de Rescate que juntaron $403,082 dólares para rescatar a 154 refugiados.

### Viajes
LiNK informa al público norteamericano sobre la realidad de Corea del Norte, a través de dos viajes cada año por Estados Unidos y Canadá. Los viajes generalmente duran once semanas y consiste principalmente en que los "Nómadas" o voluntarios, visitan preparatorias, colegios, iglesias y otro tipo de comunidades para promover el trabajo de la organización y responder preguntas acerca de Corea del Norte.

### Campañas
LiNK crea e implementa campañas, las cuales resalta las facetas específicas en lo que se refiere a Corea del Norte y trabaja para traer publicidad y de esta manera poder llamar la atención del público. La campaña más reciente titulada Jangmadang, hace referencia a la palabra en coreano "mercado" que es usada en Corea del Norte para hacer referencia a un lugar donde los norcoreanos se juntan a vender y comprar bienes. Campañas pasadas incluyen; Bridge (2013), SHIFT (2012), The Reliance (2011), y TheHundred (2009).

#### Jangmadang (2014)
La campaña de Jangmadang (2014) se enfocó en los mercados negros comerciales que proliferan en Corea del Norte, ya que gobierno no podía proveer a la población con los medios necesarios para subsistir. Estos mercados comenzaron a formarse a finales de 1990 en respuesta a la severa hambruna que se vivía en el país y la inhabilidad del gobierno para proveer a la población de comida en buen estado. Los mercados también provieron un lugar de propagación de información a través de medios electrónicos, como DVD, memorias USB, tarjetas SD, radios portátiles, teléfonos chinos con capacidad de hacer llamadas internacionales y pláticas entre los mismos norcoreanos.
El evento incluyó videos de los desertores norcoreanos Joo Yang, Yeon-mi Park y Joseph Kim. La campaña duró todo el otoño de 2014.

#### Bridge (2013)
La campaña de Bridge (2013) se enfocó en rescatar a personas que jugaban un papel importante y servían como intermediarios de información y dinero que llegaba a Corea del Norte. Esta campaña se enfoca en el poder que cada individuo tiene para crear un cambio en Corea del Norte. Ayudando a estos refugiados, LiNK esperó que el mercado de información y el compartir información se volviera una actividad cotidiana dentro del país. La meta de la campaña era recaudar $200,000 dólares.

#### SHIFT (2012)
La campaña de SHIFT (2012) se enfocó en cambiar la percepción política que la gente tiene sobre Corea del Norte, a un enfoque social. SHIFT animó a que las personas contaran sus historias y los desafíos que tienen los medios de comunicación para cambiar la manera en que están dando la información. Esto se ha convertido en una parte integral de la organización.

#### The Reliance (2011)
La campaña The Reliance tenía como objetivo crear una red de personas comprometidas a ver a cada refugiado norcoreano libre. La organización (LiNK) utilizó las redes sociales para movilizar personas alrededor del mundo para comenzar su propia campaña de recaudación de fondos vía internet, el 100% de lo recaudado sería utilizado para misiones de rescate.

#### TheHundred (2009)
La campaña TheHundred (2009) promovió el inicio del rescate de refugiados. La meta inicial era cumplir 100 misiones de rescate, desde ese entonces la organización lo ha ido haciendo.

### Videos
Puente a Corea del Norte (2013)
En el otoño de 2013, LiNK lanzó el video "Puente a Corea del Norte" (en inglés Bridge to North Korea), el cual aborda el tema de la cambio cultural dentro del país y resalta como los refugiados son ayudados a llevar a cabo esos cambios mientras están viviendo en otros países, enviando dinero e información a sus familias.

#### Danny de Corea del Norte (2013)
En la primavera del 2013, LiNK lanzó el documental titulado "Danny de Corea del Norte" (en inglés "Danny From North Korea"). Este habla de Danny Lee, uno de los primeros refugiados de la organización, y se enfoca en su historia de escape de Corea del Norte en marzo del 2005 y su acomodo en los Estados Unidos. El video fue utilizado tanto en viajes de primavera como de otoño del 2013, y ha aparecido en diversos festivales de películas independientes.

#### Campaña de video SHIFT (2012)
En el otoño de 2012, LiNK lanzó un cortometraje apoyado por la campaña SHIFT, coloquialmente conocido como Campaña de video SHIFT. Apoyado por varios patrocinadores anónimos, cada vista del video en Youtube tiene una ganancia de $0.25 centavos a nombre del trabajo de la organización.

#### La crisis de la gente (2012)
En la primavera de 2012, LiNK lanzó su primer documental independiente titulado "La crisis de la gente" (en inglés The People's Crisis). En lugar de buscar una reacción emotiva del público, la película se suponía que debía de informar al espectador acerca de Corea del Norte y el trabajo de la organización.

## Cumbre
Libertad en Corea del Norte, tuvo su primera Cumbre en la Universidad de Pepperdine en Malibú, California, del 12 al 15 de junio de 2014. Acudieron oradores norcoreanos incluyendo a los activistas Joseph Kim, Joo Yang, Yeon-mi Park entre otros.
La Cumbre consiste en sesiones y laboratorios, para educar a los participantes sobre las condiciones políticas, sociales y económicas que vive Corea del Norte y que está haciendo la organización (LiNK) por los refugiados. El evento concluyó con un show privado con Run River North, David Choi y Eatyourkimchi.

## Investigación y Estrategia
El departamento de Investigación y Estrategia de la organización, liderado por el director de Investigación y Estrategia Sokeel Park, contribuye a una investigación independiente y análisis de los problemas de Corea del Norte mientras colabora con expertos alrededor del mundo buscando un fin a la crisis de Corea del Norte. Esto desarrolla estrategias que se enfocan en la gente de Corea del Norte, en lugar de la política, armas nucleares y otros problemas más comunes que suelen tener más atención por parte de los líderes internacionales.

### Teoría del cambio
Libertad en Corea del Norte se enfoca en defender una teoría sobre personas centralizadas y el modelo de empoderamiento de los ciudadanos. Algunos de los cambios que ellos identifican y desean facilitar son:
Vínculo entre personas: El compartir medios ilegales como DVD extranjeros y transportar información subversiva dependen de otras personas fuera del gobierno.
Mercados: Comenzando durante el colapso de la crisis alimentaria y de servicios que tuvo el gobierno en la década de los 90's, los mercados negros se han convertido en uno de los medios por los cuales los norcoreanos pueden tener acceso a comida y otros bienes, así como un lugar para conocer otras personas e intercambiar puntos de vista.
Corrupción: La corrupción a niveles de gobiernos locales, llevan a la práctica de actividades ilegales. Esto da acceso más fácil a medios de comunicación extranjeros y maneja la actividad del mercado negro, lo que acaba con la dependencia de las personas al régimen.
Intercambio en la frontera: Aumento de las importaciones de bienes, ya sean legales o ilegales, le da a los norcoreanos evidencia tangible de la disparidad entre su país y los países vecinos.
Erosión ideológica: Como las nuevas generaciones crecen y no han experimentado una Guerra de Corea o el relativo éxito del periodo que la precedió, y otros se volvieron muy desilusionados con los manejos de los gobiernos, de acuerdo a la revaluación del 2009, la gente está comenzando a perder fe en el sistema actual.

### Breves noticias de Corea del Norte
El equipo de Investigación y Estrategia produce cada semana un resumen de las noticias que están relacionadas con Corea del Norte, las cuales funcionan como un agregado, haciendo énfasis en la situación interna del país, derechos humanos, economía, seguridad en la alimentación, crisis de refugiados, y análisis y opiniones hechas por expertos. Esta sección de noticias es más conocida como "NC noticias breves" (en inglés "NK News Brief").

## Asociaciones
Libertad en Corea del Norte (Enlace) hace asociaciones con diversas organizaciones para incrementar su impacto. Una de esta asociaciones es con el Comité estadounidense de Derechos Humanos en Corea del Norte, el cual ha colaborado con LiNK y con el Centro Simon Wiesenthal para dirigir un evento en el Museo de Tolerancia titulado "Sistema de campos de prisioneros políticos norcoreanos y la dificultad de los refugiados norcoreanos: Una llamada a la acción". El evento tuvo lugar el 12 de octubre del 2012, y este incluía a oradores de cada organización, incluyendo al presidente y director ejecutivo de LinK Hannah Song y el refugiado norcoreano que escapó de los campos Shin Dong-hyuk.

## Medios de comunicación

### Medios de comunicación de LiNK
LiNK publica noticias y hace análisis por medio de sus blogs en internet y página de Facebook. Además, publica cada año reportes financieros y sus datos financieros por GuideStar, un intermediario que monitorea el servicio.

### Atención de los medios
Durante su tiempo con Libertad en Corea del Norte, el cofundador Adrian Hong fue presentador de una plática de Google, haciendo énfasis en el refugiado norcoreano Shin Dong-hyuk.
Shin, quien era uno de los embajadores de LiNK, en su tiempo habló con la organización y fue publicado en su bibliografía, esta fue considerada por el New York Times best-seller, "Escape del campo 14: La odisea de un hombre de Corea del Norte a la libertad en Occidente", escrito por Blaine Harden. En su libro, él crítica a LiNK por ser excesiva en sus movimientos y apariciones.
La actual Presidente y Directora Ejecutiva Hannah Song y el director de Investigación y Estrategia Sokeel Park, han estado de presentadores en TED.
Joseph Kim, uno de los primeros refugiados rescatados por LiNK, también apareció en TED en junio de 2013. Él habló sobre su vida en Corea del Norte durante la época de hambruna, la familia que él perdió y la que ganó, y el poder de la esperanza.
Sokeel Park también ha sido entrevistado por medios de comunicación interesados en Corea del Norte. Él ha sido mencionado en una opinión editorial, escrita por un periodista, llegando a ser best-seller, titulado "Gangmam style? No en Corea del Norte." La revista de El Economista también incluyó una declaración de Park por un artículo titulado "Estruendo desde abajo". Él también escribió diversos artículos, incluyendo "China es la mejor ruta para los refugiados norcoreanos" y "Kim Jog-eun prepara acto balanza" para Asia Times Online (este artículo siendo coautor con Chris Green) así como "Como construir interés en los derechos humanos en Corea del Norte" por Daily NK.